# 莫愚
莫愚（？—？），廣西桂林府臨桂縣人，明朝政治人物。

## 生平
永樂十五年（1417年）丁酉科廣西鄉試舉人，任工部郎中，出為常州府知府。期間奏請減免茶葉歲貢，禁止公差虐民事情，均被報可。當時有百姓陳思保年十二歲，其父兄行劫，陳思保在舟中，刑部以從論，當斬。莫愚上書辯解，明宣宗命釋放，對廷臣說：“為知府能言此，可謂有仁心矣。”正統六年（1441年）秩滿，府民乞留，南直巡撫周忱聽聞後上書，詔進二階，仍然擔任知府。